# Leones de León
Les Leones de León est un club nicaraguayen de baseball basé à León (Nicaragua). Ils jouent dans la Ligue professionnelle de baseball du Nicaragua. Ils disputent leur rencontres à domicile à l'Estadio Héroes y Mártires, enceinte d'environ 8000 places.
Le 23 janvier 2010, les Leones de León remportent leur quatrième titre national professionnel en s'imposant quatre victoires à une face aux Orientales de Granada.

## Palmarès
- Champion du Nicaragua : 1958, 1960, 2005 et 2010.